# Ácido antraceno-9-sulfônico
Ácido antraceno-9-sulfônico é o composto orgânico, o ácido sulfônico do hidrocarboneto aromático policíclico antraceno, de fórmula C14H10O3S, SMILES C1=CC=C2C(=C1)C=C3C=CC=CC3=C2S(=O)(=O)O r massa molecular 258,2924.
A fotocatálise de antraceno e dióxido de enxofre em vários solventes resulta em ácido antraceno-9-sulfônico e configura-se como contaminante ambiental.